# 高雄市數位內容創意中心

高雄市數位內容創意中心，位於高雄市鹽埕區公有零售市場三樓，佔地約860坪，隸屬於高雄市政府經濟發展局；中心以「HUB」概念串流整合數位內容產業資源，致力提升社群互動、人才資源匯流，是大高雄地區發展數位內容文創產業的前哨站。

## 簡介
為發展高雄市數位內容、文創等策略性新興產業，高雄市政府經濟發展局於99~101年著手整修活化鹽埕示範公有零售市場3樓近886坪之場域，以提供在地新創公司培育空間、國外投資初始營運空間及產業相關展演活動、會議場地為目標成立高雄市數位內容創意中心。

中心自101年5月15日進行三樓公共空間啟用並持續進行場地與空間之修繕，101年11月正式營運之後，陸續進行多場的進駐招商與辦理社群交流活動，並於102年3月底完成三樓的進駐空間整備與硬體的修繕。

本計畫也入選「99年度青年滅飛創意大賽」，並成功爭取經濟部地方產業發展基金補助新台幣700萬之經費，高雄市政府再陸續投入內外部資源進行後續硬體修繕及軟體擴充。

## 營運使命

### 伴工空間
中心引進歐美行之有年但台灣尚未流行的「共同工作空間」(coworking space)概念，只要少許租金就能夠擁有一張桌子成立自己的微型辦公室，空調、網路、列印設備一應俱全，且與多個創業團隊在同一開放空間工作，比待在咖啡廳或獨立辦公室多出許多與異業人士交流的寶貴機會。

### 充電活動
中心邀集創新、創意與創業方面的經理人與創業家擔任業師（mentors），提供在創業過程的建議與諮詢，業師群也會不定期於創意方聚會並授課，分享最新的產業趨勢與實務經驗。

### 異業聯盟
中心提供具體可行且有助於創業家發展的活動與服務項目，幫助未來的創業家們順利進行各種創業前期的活動。

### 場地出租
中心空間規畫有160坪展覽空間、會議室、電腦教室等，提供高雄地區數位內容文創相關產業人士、社群作為聚會、教育、講座等活動租賃使用。

### 輔導培育
支援進駐廠商在行政、財會上的專業協助，定期舉辦創業輔導講座，凝聚大高雄產業能量。

## 交通
地址
- 高雄市高雄市鹽埕區七賢三路123號3樓(新樂街214號 鹽埕地政事務所入口電梯至3F)

捷運
- 高雄捷運鹽埕埔站

公車
- 市區公車
  - 88建國幹線：往國際商場 → 建國四路口下車